# Заратуштра
Заратуштра, Заратустра, Зороастр (авест. zaraθuštra, перс. زَرتُشت zartošt, грец. Ζωροάστρης) — давньоіранський релігійний діяч, засновник нової монотеїстичної релігії, з якої згодом розвинувся маздаїзм (надалі з різними течіями — зурванізм, мітраїзм тощо), яка мала величезний вплив на семітські релігії (юдаїзм та похідні від нього християнство та іслам)[джерело?] та на тибетську релігію бон.
Склав найдавнішу частину Авести, з якої до нашого часу збереглися Гати (гімни, що супроводжували ритуали). Зороастрійці вважають його пророком.

### Заратуштрав античній та середньовічній літературі

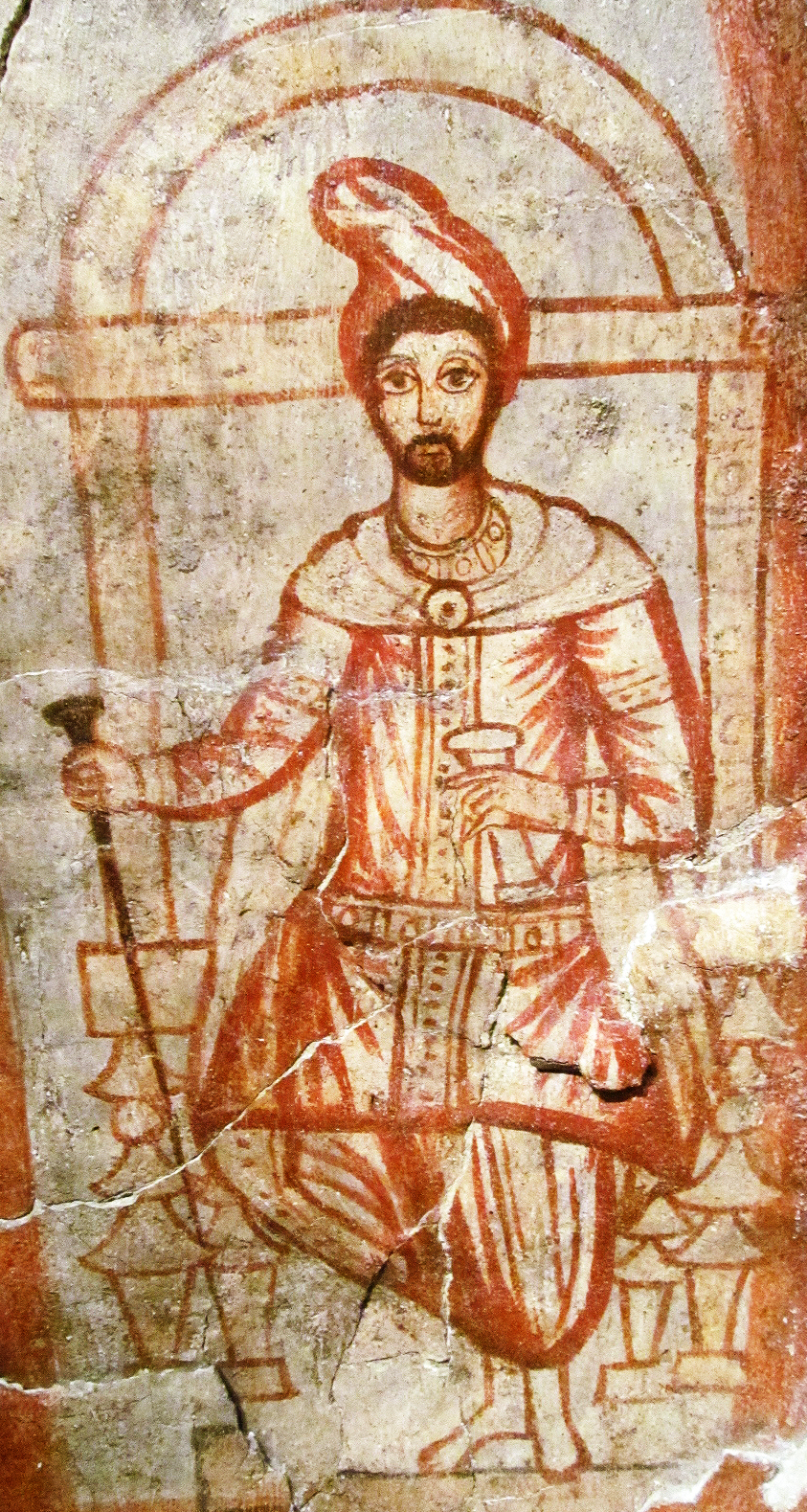
Пророк Заратуштра. Близько III ст. н. е. в сирійському місті Дура-Европос

Аль-Біруні, ґрунтуючись на зороастрійській хронологічній традиції, зазначив дату життя Зороастра — за 258 років до Олександра Македонського.
За переказами, коли Заратуштрі виповнилося 30 років, йому відкрилася істинна віра. Його одкровення і склали «Авесту».

### Сучасний стан досліджень
Щодо років життя Заратуштри єдиної загальновизнаної думки наразі немає, умовно вважається до/близько виникнення Мідійського царства, тобто близько першої чверті останнього тисячоліття до н. е. Цікавим є наступне:
«Новоассирійський ритуальний текст (III R 66 = K. 252 …) й імовірно датований часом Саргона II (що правив у 721—705 р.р. до н. е.) згадує, окрім богів еламітів, один чи два теоніми, які більше невідомі у ассирійському та вавилонському пантеонах, а саме Das-sa-ra Dma-za-áš (Assara Mazaš), що інтерпретуються як Ahura Mazdā.»
Тобто, якщо датування цієї пам'ятки часом Саргона II у подальшому не буде переглянуто, то можна констатувати, що на кінець VIII ст. до н. е. вчення Заратуштри про єдиного творця Агура Мазду вже було достатньо відомим за межами власне іранських племен (окремо слід зазначити, що археологічних свідчень поширення маздаїзму так далеко на захід наразі немає).
Щодо батьківщини Заратуштри також єдиної думки не висловлено. Можливо, він походив з давньоіранської області Рага (район сучасного Тегерану). Принаймні саме цю область зазначено як батьківщину Заратуштри у Молодшій Ясні:

| «відмінна від усіх країн Рага заратуштрова: у Раги заратуштрової чотири Рату[7] — роду, громади, племені й четвертий — Заратуштра…» |
Можливо, він походив з інших, східніших областей, аж до Вахану у Бадахшані.
Відомо, що Заратуштра належав до жрецького роду Спітама (авест. Spitāma). Імена як Заратуштри (букв. Старий Верблюд чи той, хто володіє старим верблюдом), так і його батька (Пурушаспа — Сірий Кінь чи той, хто володіє сірим конем) — звичайні для того часу імена-обереги, дають підстави думати, що рід Спітама не належав до заможніх та вшанованих родин. Серед інших родичів Заратуштри відомі: мати — Дугдова, старший син — Ісатваштра, молодша донька — Поуручіста, яку він видав заміж за радника царя Каві Віштаспи Джамаспу Хвова, двоюрідний брат Мадьйоманга Спітамід.

### РелігіяЗаратуштри
Перед розглядом месіанства Заратуштри слід окреслити декілька питань.
1. Соціальною основою реформ Заратуштри була потреба осілого вже на той час іранського загалу у новій моделі світу, у нових соціальних цінностях, відмінних від «шаленої» моралі кочовиків, моралі добродійних жерців, які несуть добре слово (на відміну від будь-яких інших служителів будь-яких інших культів, безумовно, брехунів), добродійних сильних правителів, які захищають новий лад від, в першу чергу, кочовиків (а не очолюють балци як царі номадів), добродійних землеробів та скотарів, які примножують добробут доброю працею (а не грабунком, який був невід'ємною та однією з головних ознак періоду військової демократії та перших кочових об'єднань). Відома триада Заратуштри — добра думка, добре слово, добра дія (авест. …) разом з божественою Правдою Найкращою стають основою нової моралі.
2. На ті часи релігія іранців була певною мірою неструктуризована та безсистемна. Тобто існувала певна модель світу, де певна кількість богів/духів займала своє місце. Але сталі сюжетні лінії мали різні інтерпретації у різних етнічних групах. Для більшості іранців переважна кількість богів/духів, які входили до групи агура/айсорів були прихильними та добродійними, переважна кількість богів/духів групи девів/даева були злодійними (для індо-аріїв навпаки), хоча такий поділ є значною мірою спрощеним, й, відповідно, вимагає певної обережності при аналізі та висновках. Окрім цих двох великих груп богів/духів існувала нескінчена кількість різних місцевих духів — річкові, гірські, пустельні, степові тощо. І Заратуштра без зайвих записує майже всю цю нескінченну кількість різноманітних богів/духів у погане створіння чи друдж — брехню й оголошує, що є тільки один істинний (не брехня) бог — Господь Мудрий, з наступними персоніфікованими власними чеснотами — Амеша Спента (авест. aməša.spənta).
- Вогу-Мана (авест. vohu.manah) — Добрий/а Задум/Думка (ширше — помисли, наміри).
- Аша-Вагішта (авест. arta.vahištā) — Правда Найкраща (про важливість саме правди як однієї з основ релігії Заратуштри говорить як й назва поганого створіння друдж (брехня), так й відома фраза Геродота (I, 136 [Архівовано 4 лютого 2012 у Wayback Machine.]): «Своїх синів від п'яти і до двадцяти років вони навчають трьох речей — аби вони вміли їздити верхи, стріляти з луків і казати правду.», й, судячи з усього, правда та зороастризм у цьому випадку синоніми).
- Хшатра-Варья (авест. xšaθra.vairya) — Влада Жадана. Уособлення влади єдиного Господа Мудрого.
- Спента-Армаїті (авест. spənta.ārmaiti) — Святий/ -та Лад/ Злагода (в першу чергу на рівні ментальному — буквальний переклад «святе правильномислення»).
- Гаурватат (авест. haurvatāt) — буквально Цілісність, тобто здоров'я, добробут.
- Амертат (авест. amaratatāt) — Безсмертя.

Агура Мазда не бог чогось, не персоніфіковане щось, це абсолютний єдиний бог — абстрактна сутність.
Творіння Господа Мудрого не стало досконалим тому, що всьому доброму (правді) протистоїть зло (брехня), яке очолює Анґра Манью (авест. angra.mainyu) — Дух Зла, антипод Агура Мазди, який розвинувся зі спільного індо-іранського Манью — бога/духа нищення, руйнації, гніву, ярості, який відомий й у індійських Ведах, тобто існував вже за часів індо-іранської спільноти. В Гатах ми не побачимо нічого про боротьбу Агура Мазди та Анґра-Манью. Усю так звану географічну частину (Вендідат) побудовано за схемою:
1. створив Господь Мудрий (певну землю/край);
2. наділив Господь Мудрий (цю землю певними благами);
3. спаплюжив Анґра Манью (цю землю певним лихом).

Анґа Манью не створює, а лише паплюжить створене. Агура Мазда не протидіє Анґра Манью.З останнім бореться Заратуштра — людина, жрець. Його зброя — переконливе правдиве добре слово, породжене доброю думкою людини-жерця чи Благим Наміром Господа-Творця, добре слово, що спонукає на добрі дії. Саме за цим словом звертається Заратуштра до свого Бога (Ясна 28.7):
| Дай-но, о Маздо, владу дієвих[10] заклять пророку…[11] |
І добре слово Заратуштри стало початком нової релігії, яка була державною у низці царств та імперій щонайменше починаючи з Перської імперії Ахеменідів й до мусульманської експансії до Ірану Сасанідів, тобто більше тисячі років, прихильники цієї моделі світу є й зараз, й навіть збереглася низка гат (пісень) Авести, які, за превалюючою думкою, складено власне Заратуштрою.

### Діяльність Заратуштри-реформатора
За зороастрійськими легендами, одного разу, на весні, Заратуштра набирав воду у річці Вахві-Датійя й, вийшовши на берег омитим (у стані абсолютної ритуальної чистоти), він побачив надіслану до нього Агура-Маздою одну з власних еманацій — Благу (Добру) Думку (Вогу-Мана). Саме Добра Думка піднесла Заратуштру до Агура-Мазди, який відкрив йому істину. Заратуштра, озброєний добрими думками, добрими словами й, головне, Правдою Найкращою поніс цю істину у люди.
Серед небагатьох прихильників нової релігії з родини був його двоюрідний брат Мадьйоманга Спітамід. Але більшість й родини, й племені сприйняла його новації негативно.
Ніщо й ніхто не опише становище Заратуштри у перші роки проповідництва нової релігії (до зустрічі з Каві Віштаспою) краще, ніж він сам у своїх Гатах.
- Ясна 46.1:

| Де йти мені? В які землі я йтиму? Женуть мене від рідних та громади… Ні селище мене вже не приймає, ні владарі землі моєй брехливі… Як, Господе, служитиму тобі я? |
- Ясна 51.12:

| Кавай брехливий Вепья на перевалі взиму В гостинності відмовив Спітамі Заратуштрі Й тремтячим та замерзлим його обом тваринам… |
Врешті-решт, Заратуштра потрапив до Бактрії, де здобув прихильність Джамаспи з роду Хвова, який був радником бактрійського царя Каві Віштаспи. За пізнішими традиціями Заратуштра спочатку здобув прихильність Хутаоси — дружини Віштаспи. Наразі неможливо визначити, хто перший з політичної верхівки Бактрії зрозумів переваги нової релігії, але, імовірно, доктрина нового пророка якщо й не стає офіційною державною релігією, то знаходить всебічну підтримку від влади. Й Заратуштра відповідає їм взаємністю:
- Ясна 28.7

| Дай-но, ти, Армаїті Віштаспі досягти й мені. |
За традицією, навернення Каві Віштаспи до нової релігії спричинило війну з турами хьяона — кочовим приаральським об'єднанням, яке, ймовірно, на той час домінувало у регіоні. Але рядки з Вендідад, у яких Бактрію охарактеризовано як країну «зі здійнятими хоругвами» дають підстави для припущень, що власне бактрійські правителі, озброєні на додаток ще й правом на Владу Жадану, безумовно наданим їм самім Агура Маздою, впроваджували досить агресивну політику.
За пізнішою традицією, Заратуштра загинув від рук туранця під час богослужіння, що, в принципі, могло бути, але більше схоже на поетизовану гідну смерть пророка.
Відсутність будь-яких згадок нащадків Заратуштри у ахеменидський період можливо пояснюється їхньою гіпотетичною участю у боротьбі за владу (як противники власне Ахеменідів).

## Гати Заратуштри
Враховуючи сакралізацію образу та обмеженість джерел щодо Заратуштри, найбільш інформативними щодо нього, його світогляду, його етики та моралі є Гати, авторство яких приписують власне йому, навіть з урахуванням можливих пізніших помилок, хиб та змін цих текстів.
Окремої уваги заслуговують наступні думки щодо заратуштрових Гат (пісень чи, правильніше, гімнів).
| «Перед усім дивує неймовірна абстрактність гат. Важко повірити, що у ті давні часи, коли вони створювалися, люди досягли такого абстрактного мислення. У жодній з відомих нам священних книг немає таких абстрактних схем та визначень… Якщо тексти збереглися неушкодженими, то… їхнім автором була персона, що користувалася абсолютно винятковим авторитетом…»[13] |
| «Гатичні гімни, окрім погано збереженої Ясни 53, безсумнівно, складено супроводжувати ритуали переважно публічного характеру. За деякими винятками вони дотримуються досить асоціативного образу мислення. Принциповою особливістю Гат є безперервні зміни окремих термінів, їхня повсякчасна перебудова у нових комбінаціях, що, безумовно, позбавляє їх термінологічного змісту, який вони мали в звичайному тексті, наприклад, в проповіді. Ці зміни можливо мали засвідчити магічний характер дійства, хоча їхньою головною метою було догодити Агура Мазді та продемонструвати близькість пророка до нього. Гати повинні були мати такий ефект на тогочасних слухачів, який можна порівняти з музикою, коли сам зміст пісень залишається малозрозумілим…»[14] |
Нижче наведено перелік Гат, автором яких вважається Заратуштра.

### Ясна 27
До складу цієї Ясни входить низка молитов, дві з яких (Агунаваір'я та Аша-Вагішта — головні молитви зороастрійців), з великою ймовірністю, належать власне Заратуштрі.
Строфа 13 (Агунаваір'я)
| Як найкращий Господар, так й Очильник істиний, щиро даючий Задуми вседійства буття, о Мудрий, владарюючий Господе, нам, злиденним, пастира дай. |
Строфа 14 (Аша-Вагішта)

| Аша — з найкращого краще, це є щастя, щастя тому, хто щирій Аші найкращій. |

### Ясна 28
У цій Ясні (11 строф) Заратуштра звертається до Агура Мазди з мольбою дарувати йому та його прихильникам Каві Віштаспі та Фрашаотрі різні блага.
Цю та наступні шість Гат (28-34) складено переважно строфами по три рядки з 16 складів, розділених цензурою переважно після сьомого складу.

### Ясна 29
У цій Гаті (11 строф) Заратуштра та Ґауш Урван (душа бика — уособлення худоби) звертаються до Агура Мазди. Слід розуміти, що худоба у тогочасному іранському суспільстві була мірилом добробуту, основним джерелом добробуту й головним — існування. Заратуштра стає проти офірного забиття худоби й вимагає споживати та приносити у жертву не худобу, а продукти тваринництва. Й у цьому випадку фундатор нової моделі всесвіту залишається вірним собі — ми бачимо не конкретних тварин, а абстрактну сутність, яка уособлює домашню худобу, створену Господом Мудрим для добробуту людей.
У цій Гаті пророк також славить мирну працю осілого скотаря та кляне кочовиків. Тут згадано Айшму — духа грабунку, гніву тощо (буквально уособлення «шаленої» моралі кочових суспільств) з поганого творіння, який з часом ввійде в «темний» пантеон юдеїв та християн (Асмодєй).
Строфа 1
| Душа Бика стенає: «Для кого й ким створена я є? Мене Аешмі й силі, й примусу, й люті підкорили. Від Вас побачить хочу дбайливого чередника я!» |

### Ясна 30
Чи не найбільш цитована та поширена Гата Заратуштри, яку називають «Гата Вибору». У ній сформульовано головні засади земного буття людини — мати благі думки, говорити благі слова та робити добрі справи (у порівнянні з «благодаттю» християн). У цій Гаті (11 строф) згадано два первинних духи — дух добра (Спента Манью (spəṇtā.mainyū) — буквально Святий Дух) та дух зла (Анґра Манью), що стало підставою для подальшого розвитку маздаїзму як дуалістичної релігії. У християнських вченнях Спента Манью відомий під цим же ім'ям — Святий Дух.
Строфа 3 (Два Духи)

| Так ці два духи вперше, як близнюки, із маріння почутими постали думками, словами, діями. В усім один добродій, а інший в усьому злодійний. |
У наступній строфі описано буття після життя та смерті, яке, за подальшими семітськими інтерпретаціями, «по справах наших» — вирій та пекло, у якій брехуни — не послідовники пророка, щирі, відповідно, послідовники його.
Строфа 4

| Й коли ці духи разом зійшлися спочатку, то дали І життя всім, і смерть всім, і післябуття ще наступне, Що брехунам найгіршим й щирим найкращим задумане. |

### Ясна 31
У строфі 7 цієї Гати, яку інколи називають «Другою Гатою Вибору», викладено космогонічний міф-доктрина Заратуштри, у якому описано початок створення Всесвіту, те, що ми згодом побачимо й у семітських релігіях («Нехай буде світло!»)
Строфа 7

| І хто задумав вперше: «Най світлом наповняться блага!»[15] Творіння волей Правду й Найкращі Задуми тримає, Твій, Маздо, дух незмінний й розквіт несе, Агуро, завжди. |

### Ясна 32
Шістнадцять строф цієї Гати продовжують дві попередні «Гати Вибору». Але у цій Гаті мова йде про вибір власне Господа Мудрого. Декілька строф присвячено глузуванню та приниженню поганого створіння.

### Ясна 33
У цій Гаті (14 строф) Заратуштра обіцяє захистити прихильників свого вчення від зла та звертається за допомогою та сприянням у цьому до Господа Мудрого.

### Ясна 34
У п'ятнадцяти строфах цієї Гати Заратуштра молиться Господу Мудрому та його персоніфікованим чеснотам, в першу чергу Арті Вагішті, яку уособлює вогонь (стихія вогню).

### Ясна 43
Цю Гату складено з шістнадцяти строф, кожна з яких, в свою чергу складається з 5 строчок, у кожній з яких одинадцять складів, які розділено цензурою переважно після четвертого складу. Одинадцятискладові рядки Гат мають відповідність у гімнах Рігведи та згодом розвинулися у класичний перський аруз.
Строфа 9

| Святість твою, Агуро, вбачив, Маздо, Коли мене досягла Вогу Мана. Й на питання: «Кому служити воліш?» Я відповів: «Вогню Твоєму шана, як істині, аж доки сили стане.» |
Строфа 11

| Святість твою, Агуро, вбачив, Маздо, Коли мене досягла Вогу Мана. Й Ваше слово про лихо, що спіткає доки смертні віри мені не мають. Та службу Вам для себе обираю. |

### Ясна 47
Строфа 13

| Святий дух, найкраща думка від Арти слово й дія добрі надано нам безсмертя, здоров'я Мазди влада, благодумство Господнє. |

### Ясна 53
Імовірно, ця Ясна супроводжувала певний ритуал колективного весілля, серед окремих пар якого брали участь й Джамаспа Хвова та Поуручіста, молодша донька Заратуштри. Відносно погано збережена.
Строфи 2-3

| То най йому наслідують думкою, словом й дією, і Каві Віштаспа, і Фрашаоштра, (й) заратуштрів Спітама,[16] сприйнявши Мазду радо звеличують хвалою шляхи прямі Господні — Спасом дари надані. І його <…> Поуручіста Гаечатаспана,[17] Молодша із доньок Заратуштри Спітами, добродійно вас поєднали Арти задуми й Мазди, й Армаїті найсвятішої, як ви того й прагли. |